# Cutremurul din Ciudad de México, 1985
Cutremurul de pământ din 1985 din Mexic a fost cel mai devastator cutremur de pământ din istoria Americilor, care a provocat 9 000 de victime, zeci de mii de răniți și pagube de ordinul miliardelor de pesos. Cutremurul a avut loc pe 19 septembrie 1985 la ora 7:19 ora locală și a avut o magnitudine de 8,1 pe scara Richter și epicentrul la 350 de km în largul coastei mexicane a Pacificului, în zona de subducție a plăcii Cocos.